# Serayu Karanganyar
Serayu Karanganyar is een bestuurslaag in het regentschap Purbalingga van de provincie Midden-Java, Indonesië. Serayu Karanganyar telt 2339 inwoners (volkstelling 2010).